# Кирилін Валерій Васильович
Вале́рій Васи́льович Кири́лін (19 липня 1939, Таруса — 31 липня 2010, Москва) — радянський військовий діяч, командуючий 43-ю ракетною армією РВСП, генерал-лейтенант (1988).

## Біографія
Народився 19 липня 1939 року в селищі Таруса Калузької області.
У 1959 році з відзнакою закінчив Серпуховське військове авіаційне технічне училище.
Після закінчення училища призначений на посаду старшого техніка технічної батареї у 178-й ракетний полк 35-ї ракетної дивізії РВСП. У 1960—1963 роках — начальник відділення технічної батареї, у 1963—1965 роках — старший інженер служби ракетного озброєння цього ж полку.
Служив заступником командира, начальником штабу, командиром ракетного полку; начальником штабу, командиром 38-ї ракетної дивізії.
У 1970 році закінчив Військову інженерну академію імені Ф. Е. Дзержинського.
Займав посаду заступника командувача ракетної армії.
У 1987—1991 роках — командувач 43-ї ракетної армії (м. Вінниця).
У 1991—1992 роках — заступник Головнокомандувача Ракетними військами з військово-навчальних закладів — начальник військово-навчальних закладів Ракетних військ.
У 1993—1994 роках — заступник начальника Військової академії імені Ф. Е. Дзержинського.
Помер 31 липня 2010 року в Москві.

## Нагороди
- Орден Трудового Червоного Прапора (1989);
- Орден Червоної Зірки (1981);
- Орден «За службу Батьківщині в Збройних Силах СРСР» 3-го ступеня[1];
- Медалі.